# Карл Вітулєн
Карл Вітулєн (фр. Karl Vitulin, нар. 15 січня 1991, Париж) — мартиніканський і французький футболіст, півзахисник клубу «Самаритен» і національної збірної Мартиніки.

## Клубна кар'єра
У дорослому футболі дебютував 2008 року виступами за команду клубу «Самаритен», в якій провів три сезони. 
Своєю грою за цю команду привернув увагу представників тренерського штабу клубу «Голден Стар», до складу якого приєднався 2011 року і де провів наступні два сезони своєї ігрової кар'єри.
2013 року уклав контракт з клубом «Клуб Францискен», у складі якого провів наступний рік своєї кар'єри гравця. 
До складу «Самаритена» повернувся 2014 року. 

## Виступи за збірну
2010 року дебютував в офіційних матчах у складі національної збірної Мартиніки. Наразі провів у формі головної команди країни 37 матчів, забивши 2 голи.
У складі збірної був учасником розіграшу Золотого кубка КОНКАКАФ 2017 року у США.